# Avventura a Zanzibar
Avventura a Zanzibar (The Road to Zanzibar) è un film del 1941 diretto da Victor Schertzinger.
È il secondo film della serie Road to..., interpretata da Bob Hope, Bing Crosby e Dorothy Lamour, film che ebbero un grandissimo successo soprattutto negli anni quaranta.

## Riconoscimenti
Nel 1941 il National Board of Review of Motion Pictures l'ha inserito nella lista dei migliori dieci film dell'anno.

## Trama
Chuck Reardon e Hubert "Fearless" Frazier sono una coppia di artisti da circo che si mette sempre nei guai. In tournée in Africa, devono scappare da una città quando il loro numero con la palla di cannone provoca incidentalmente un incendio che brucia il tendone. In un'altra città, vengono salvati dall'arresto dall'intervento di Charles Kimble, proprietario di una miniera di diamanti. Chuck, convinto di essere sulla buona strada per diventare ricco, compera da Kimble una miniera. Poi, però, viene a sapere che il contratto non ha nessun valore, come tutti i documenti firmati da Kimble, considerato universalmente un eccentrico un po' pazzoide. Fearless, il socio di Chuck, è furibondo con l'amico che ha speso inutilmente i 5.000 dollari che lui ha impiegato anni a risparmiare. Così vende il documento a Lebec, un losco individuo che si mette a pedinarli accompagnato da un complice, per scoprire dove si trovi la miniera. Ma i due riescono a far perdere le loro tracce, riprendendosi anche il denaro.
Durante i loro giri, i due amici capitano in un luogo dove si tiene un mercato di schiavi. Vi comperano la bellissima Donna Latour che, in effetti, è in combutta con una sua socia, Julia Quimby. Donna intenerisce i due uomini con una storia inventata. Fearless ha qualche dubbio ma, come Chuck, si lascia coinvolgere dalle moine di Donna e il gruppo parte per un safari che deve attraversare l'Africa, perché, in realtà, lo scopo di Donna è quello di portarli nella città dove si trova il suo fidanzato che lei vuole raggiungere.
Durante il viaggio, la ragazza flirta con tutti e due, innamorandosi però di Chuck. Gli uomini, a un certo punto, piantano le donne e proseguono il viaggio senza guide, finendo per essere catturati dai cannibali. Dopo una lotta con uno scimmione e varie avventure, i due stanno per essere messi in un pentolone gigante, ma riescono a imbrogliare la tribù e a scappare.
Giunti alla fine del loro viaggio, ritrovano Donna - che è stata piantata dal fidanzato - insieme a Julia. Il quartetto si ricompone e le due coppie si rimettono insieme.

## Produzione
Il film venne girato in California, all'Imperial County e ai Paramount Studios di Merlorese Avenue, al 5555 (Hollywood), prodotto dalla Paramount Pictures.

## Distribuzione
Distribuito dalla Paramount Pictures, il film uscì nelle sale USA l'11 aprile 1941.

### Data di uscita
IMDb
- USA, 11 aprile 1941, con il titolo originale Road to Zanzibar
- Svezia, 19 gennaio 1942, Två glada sjömän i Afrika
- Finlandia	11 marzo 1945, 2 iloista merimiestä Afrikassa
- Paesi Bassi	3 ottobre 1947	 (Amsterdam), Zanzibar... al te bar
- Danimarca	29 marzo 1948	, På eventyr i Afrika
- Francia	20 maggio 1948 (Parigi), En route vers Zanzibar o En route pour Zanzibar
- Hong Kong	5 agosto 1948
- Italia	22 dicembre 1949, Avventura a Zanzibar
- Germania Ovest	1º luglio 1950, Der Weg nach Sansibar
- Austria	29 settembre 1950, Der Weg nach Sansibar
- Giappone, 21 ottobre 1950